# Dolina Łuczywnik

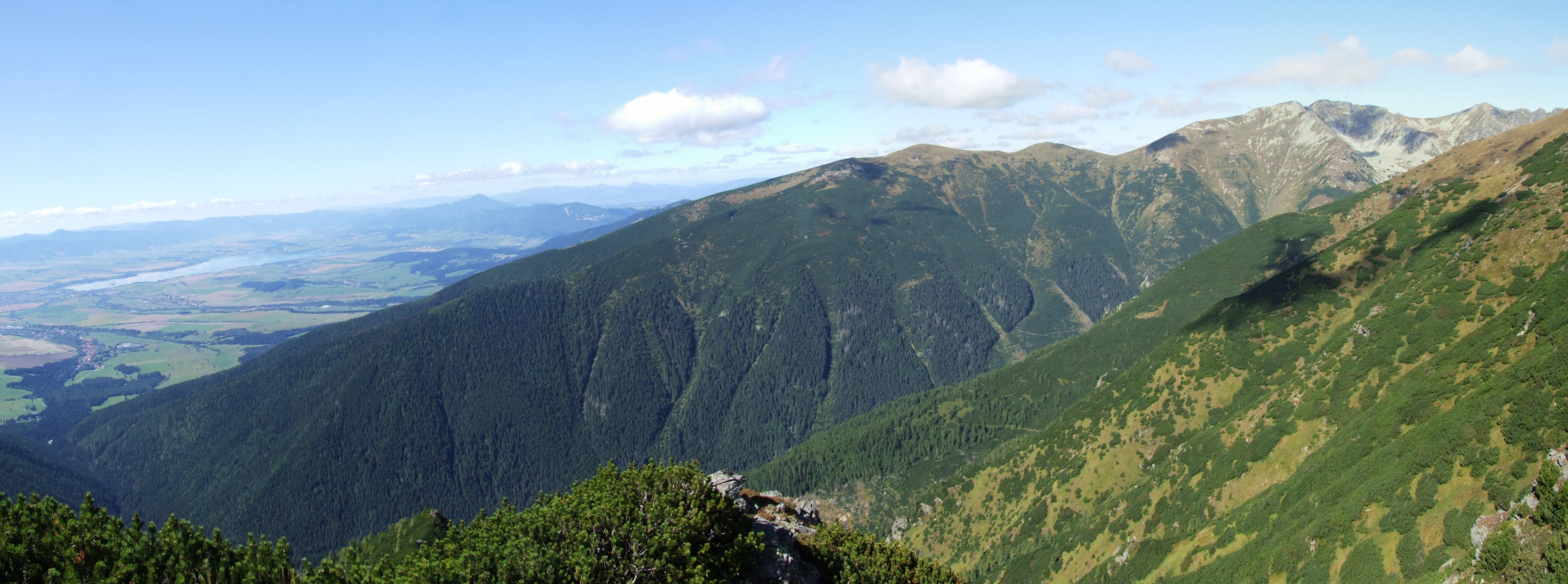
Widok na Dolinę Żarską i dolinę Łuczywnik z podejścia na Baraniec

Dolina Łuczywnik (słow. Lučivník) – dolina w masywie Rosochy w słowackich Tatrach Zachodnich, będąca prawym odgałęzieniem Doliny Żarskiej. Jest to długa i wąska dolinka, opadająca spod Szerokiej prosto i niemal dokładnie w kierunku południowym. Nie ma żadnych odgałęzień, a jej wylot znajduje się tuż po zachodniej stronie wylotu Doliny Żarskiej. Jej zbocza tworzą dwa grzbiety odchodzące od Szerokiej; od zachodniej strony jest to Trzciański Groń, odchodzący od niego grzbiet do Keczki oraz Palenica, od wschodniej zaś długi, równoległy do niego grzbiet bez nazwy. Odnośnie do grzbietów doliny Łuczywnik istnieje zamieszanie w nazewnictwie. Na polskiej mapie nazwa Keczki przeniesiona została na grzbiet wschodni (jako wierzchołek Keczka Żarska, 1530 m), a na grzbiecie zachodnim wyróżniono wierzchołek Pod Keczką (1503 m). Na słowackiej mapie na grzbiecie zachodnim wyróżniono wierzchołek Nižná Roveň (1399 m), a na grzbiecie wschodnim wierzchołek Solisko (1530 m). Dnem doliny spływa potok Łuczywnik uchodzący do Smreczanki.
Dolina Łuczywnik jest obecnie niemal całkowicie zalesiona, a w najwyższych partiach porastającą kosodrzewiną. Dawniej jednak była wypasana i było w niej więcej terenów trawiastych (polan i halizn). Na grzbiecie zachodnim były dwie polany: Wyżnia Rówień (Vyšná Roveň) i Polana pod Keczką (Rovienec). Obecnie jeszcze nie całkiem zarosły i są widoczne na zdjęciach satelitarnych. Doliną Łuczywnik nie prowadzi żaden szlak turystyczny, a dawne, nadal zaznaczane na mapach pasterskie drogi i ścieżki zarosły już całkowicie lasem i kosodrzewiną, zachowały się jeszcze tylko w dolnej części zboczy doliny Łuczywnik.

## Przypisy

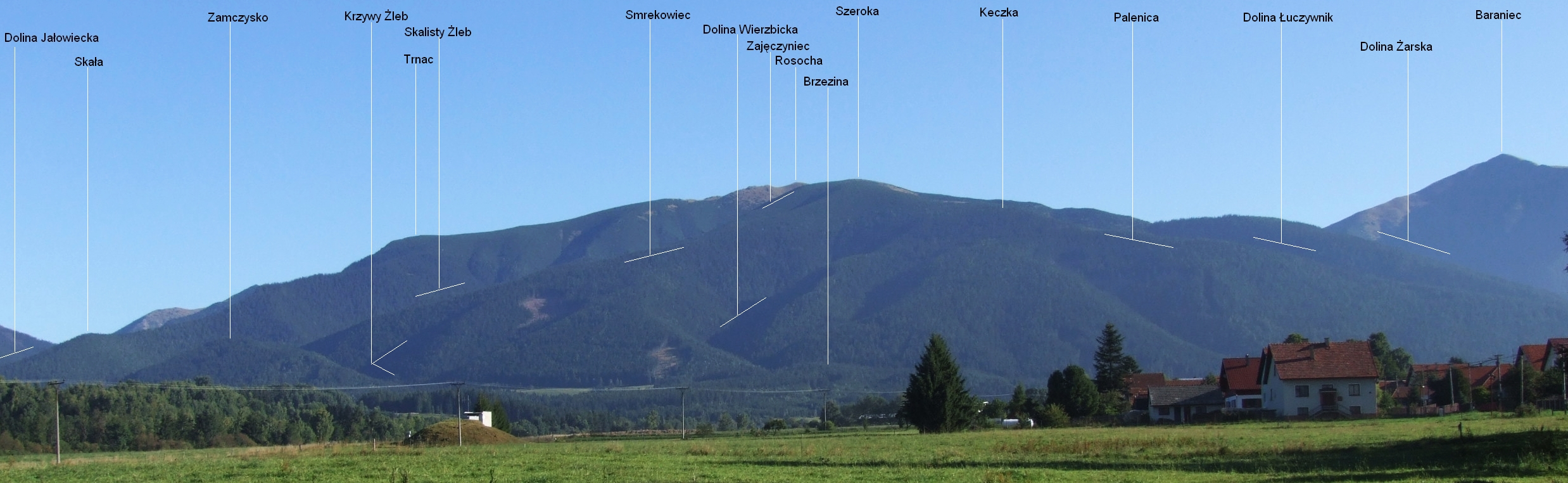
Widok z Żaru na masyw Rosochy